# DSB IC3
DSB IC3 – trójczłonowy spalinowy zespół trakcyjny produkowany przez Scandię z Randers dla Danske Statsbaner.

## Historia
W latach 80. XX w. Danske Statsbaner dobiegała końca eksploatacja zespołów Lyntog i zrodziła się potrzeba ich zastąpienia. W 1985 duński przewoźnik zamówił w rodzimej fabryce Scandia z Randers spalinowe zespoły trakcyjne oznaczone jako IC3.

## Konstrukcja
Zespół zestawiony jest z wagonu rozrządowo-silnikowego typu MFA (5001-5096), wagonu doczepnego typu FF (5401-5496), wagonu rozrządowo-silnikowego typu MFB (5201-5296).
Zespoły trakcyjne IC3 są osadzone na wózkach Jacobsa a pudła wykonane są z aluminium w celu zredukowania masy własnej.
Jest możliwość połączenia 5 zestawów IC3 / IR4, przejścia pomiędzy zestawami osiąga się przez odsunięcie ściany przedniej wraz z pulpitem sterowniczym i fotelem maszynisty na bok.